# Liste des anciennes compagnies aériennes en Azerbaïdjan
Voici une liste des anciennes compagnies aériennes en Azerbaïdjan. Les compagnies aériennes sont classées par ordre alphabétique,.

## Compagnies aériennes disparues
| Compagnie aérienne    | Image | IATA | OACI | Indicatif d'appel | Début des opérations | Arrêt des opérations | Notes                     |
| --------------------- | ----- | ---- | ---- | ----------------- | -------------------- | -------------------- | ------------------------- |
| Avia Trend            |       |      | HCO  | AVIATREND         | 1998                 | 2000                 |                           |
| AZALJet               |       |      |      |                   | 2016                 | 2017                 | Remplacé par Buta Airways |
| Baku Express          |       |      | BAX  |                   | 1997                 | 1998                 |                           |
| Est Converttrade Avia |       |      | HCO  | ECT-AVIA          | 1994                 | 1997                 |                           |
| Imair Airlines        |       | IK   | ITX  | IMPROTEX          | 1995                 | 2009                 |                           |
| Improtex              |       |      |      |                   | 1994                 | 1995                 | Rebaptisé Imair Airlines  |
| Sky Wind              |       |      | AZH  |                   | 2002                 | 2005                 |                           |
| Turan Air             |       | 3T   | URN  | TURAN             | 1994                 | 2013                 |                           |

## Voir également
- Liste des compagnies aériennes en Azerbaïdjan
- Liste des compagnies aériennes disparues
- Liste de toutes les compagnies aériennes
- Liste des aéroports en Azerbaïdjan